# Todus
Todus – rodzaj ptaków z rodziny płaskodziobków (Todidae).

## Zasięg występowania
Rodzaj obejmuje gatunki występujące na Wielkich Antylach.

## Morfologia
Długość ciała 9–12 cm, długość skrzydła samic 40–51,5 mm, samców 39–53 mm; masa ciała 4,3–10,2 g. Budową ciała przypominają zimorodki. Tak jak pozostałe kraskowe gniazdują w tunelach wykopanych w piaszczystej ziemi, składają zwykle cztery białe jaja. Odżywiają się drobnymi zwierzętami, takimi jak owady i jaszczurki.

## Systematyka

### Etymologia
Todus: łac. todus „mały ptak” wspomniany przez Plauta i Festusa, dalej nie zidentyfikowany, ale wiązany przez kolejnych autorów z rudzikami (Erithacus), pleszkami (Phoenicurus) i innymi podobnymi małymi ptakami.

### Podział systematyczny
Do rodzaju należą następujące gatunki:
- Todus subulatus G.R. Gray, 1847 – płaskodziobek duży
- Todus mexicanus Lesson, 1838 – płaskodziobek długodzioby
- Todus multicolor Gould, 1837 – płaskodziobek kubański
- Todus angustirostris Lafresnaye, 1851 – płaskodziobek cienkodzioby
- Todus todus (Linnaeus, 1758) – płaskodziobek mały